# Soul Rebels
Albums de The Wailers
The Wailing Wailers
(1966) Soul Revolution Part II
(1971)
Soul Rebels est un album compilant douze titres parmi la cinquantaine de morceaux enregistrés par les Wailers (Bob Marley, Peter Tosh, Bunny Livingston) pour Lee Perry entre août et décembre 1970. Il est le premier à sortir en dehors de la Jamaïque. Il a depuis été ré-édité maintes fois sous différents labels, notamment en 1974 sous le nom de Rasta Revolution.

## Liste des titres
Face A
1. Soul Rebel (Marley)
2. Try Me (Marley)
3. It's Alright (Marley)
4. No Sympathy (Tosh)
5. My Cup (Brown)
6. Soul Almighty (Marley)

Face B
1. Rebel's Hop (Marley/Mayfield/Whitfield/Strong)
2. Corner Stone (Marley)
3. 400 Years (Tosh)
4. No Water (Marley)
5. Reaction (Marley)
6. My Sympathy (Tosh)

## Musiciens
- Batterie - Carlton Barrett
- Basse - Aston Barrett
- Guitare - Alva Lewis, Ranford Williams
- Clavier - Glen Adams
- Percussions - Uziah Thompson

## Anecdote
La femme qui prend la pose sur la pochette de l'album, en treillis militaire et mitrailleuse à la main, est une des secrétaires des disques Trojan.